# Fulton, Alabama
Fulton är en ort i Clarke County i delstaten Alabama, USA.